# 海流图乡
海流图乡，是中华人民共和国河北省张家口张北县下辖的一个乡镇级行政单位。

## 行政区划
海流图乡下辖以下地区：
邢地湾村、安海村、马鞍桥村、阳坡村、大湾村、义兴店村、土城子村、平地脑包村、杨家坊村、胡家梁村、七大股村、庙南营村、庙东营村、黄石崖村、大水泉村、郑家坊村、河东村、高家梁村、十字街村和乌土沟村。